# J't'emmène au vent
J't'emmène au vent is een nummer van de Franse muziekgroep Louise Attaque dat uitkwam in 1997 op hun debuutalbum. Het werd tevens uitgebracht als single, samen met het nummer L'Imposture.
De tekst is geschreven door Gaëtan Roussel en de muziek is gecomponeerd door Louise Attaque.
Het nummer wordt beschouwd als een klassieker en wordt veelvuldig gedraaid tijdens bruiloften.